# Armstrong Whitworth A.W.52
O Armstrong Whitworth A.W.52 foi uma asa voadora experimental designada nos anos de 1940 pelo Reino Unido com o propósito de criar uma asa voadora para linha aérea. Três protótipos foram criados sendo o A.W.52G um planador e dois modelos propulsados por motor a jato. A versão de linha aérea foi cancelada mas a pesquisa de voo continuou até 1954.

## Operadores
Reino Unido
- Royal Aircraft Establishment

## Especificações
Dados de: Tapper, 1973, págs. 287-96
Descrições gerais
- Tripulação: 2 Piloto e navegador operador de rádio
- Capacidade: 8,50 m³ (300 ft³)[2]
- Comprimento: 11,4 m (37 ft)
- Envergadura: 27,4 m (90 ft)
- Altura: 4,4 m (14 ft)
- Área alar: 122 m² (1 310 ft²)
- Peso vazio: 8 918 kg (19 700 lb)
- Peso bruto (carregado): 15 490 kg (34 100 lb)

Motorização
- Número de motores: 2x
- Tipo do motor: Turbojato de fluxo centrifugo
- Fabricante/modelo: Rolls-Royce Nene
- Empuxo por motor: 2 270 kgf (5 000 lbf) (22.2 kN)

Performance
- Velocidade máxima: 805 km/h (500 mph)
- Alcance: 2 414 km (1 500 mi)
- Razão de subida: 24,4 m/s
- Tecto de serviço: 10 973 m (36 000 ft)